# Timeless (série de televisão)
Timeless é uma série de televisão americana dos gêneros drama, ação, ficção científica e aventura, criada por Eric Kripke, e Shawn Ryan. É protagonizada por Abigail Spencer, Matt Lanter, Malcolm Barrett, Paterson Joseph, Sakina Jaffrey, Claudia Doumit e Goran Višnjić. 
Foi transmitida nos Estados Unidos pela National Broadcasting Company (NBC) e em Portugal pelo canal AXN. A equipe de produtores executivos incluem John Davis e John Fox da série The Blacklist.
Em 10 de maio de 2017, a NBC anunciou o cancelamento da série após a primeira temporada, mas renovou a série três dias depois, para uma segunda temporada, após negociações com a Sony Pictures Television.
A segunda temporada estreou em 11 de março de 2018, e composta por apenas dez episódios. O último episódio foi transmitido em junho de 2018, e no mês seguinte, recebeu um episódio duplo encomendado pela NBC para a conclusão da série, exibido em 20 de dezembro de 2018.

## Elenco e personagens

### Principal
- Abigail Spencer como Lucy Preston, uma professora de história que debate-se com o legado da sua mãe e tenta recuperar a sua irmã, que foi apagada da história depois dos eventos do primeiro episódio.
- Matt Lanter como Sargento Mestre Wyatt Logan, um operativo da Força Delta do Exército dos Estados Unidos que tenta lidar com a morte da sua esposa, Jessica, que foi assassinada alguns anos antes.
- Malcolm Barrett como Rufus Carlin, um programador designado para pilotar o protótipo da máquina do tempo chamada de "Salva-Vidas".
- Sakina Jaffrey como Denise Christopher, Agente Especial do Departamento de Segurança Interna em cargo da missão de recuperação da máquina do tempo.
- Paterson Joseph como Connor Mason, o diretor da Mason Industries, empresa que construiu a máquina do tempo.
- Claudia Doumit como Jiya Marri, uma jovem programadora e talentosa da Mason Industries e namorada do Rufus.
- Goran Višnjić como Garcia Flynn, um ex-agente da NSA que roubou a máquina do tempo carregada e operacional com a intenção de mudar a história Americana.

### Recorrente
- Matt Frewer como Anthony Bruhl, um membro chave da equipe do construção da máquina do tempo na Mason Industries (1ª temporada).
- Susanna Thompson como Carol Preston, mãe de Lucy.
- Bailey Noble como Amy Preston, irmã da Lucy, que foi apagada da existência pelos eventos do primeiro episódio.
- John Getz como Benjamin Cahill, um agente da organização secreta Rittenhouse, que mantêm o olho no projeto e com um interesse especial no Rufus e na Lucy.
- Chad Rook como Karl, capanga do Flynn (1ª temporada).
- Annie Wersching como Emma Whitmore, uma ex-funcionária da Mason Industries com informação chave sobre os planos da Rittenhouse.
- Michael Rady como Nicholas Keynes, avô da Carol, bisavô da Lucy e membro da Rittenhouse, trazido de 1918 para 2018 pela Carol no primeiro episódio da segunda temporada.
- Tonya Glanz como Jessica Logan, esposa do Wyatt que foi morta em 2012, mas está viva depois das mudanças na história na segunda temporada.

## Resumo
| Temporada | Temporada         | Episódios | Exibição Inicial       | Exibição Inicial        |
| Temporada | Temporada         | Episódios | Primeira Emissão       | Ultima Emissão          |
| --------- | ----------------- | --------- | ---------------------- | ----------------------- |
|           | 1                 | 16        | 3 de outubro de 2016   | 20 de fevereiro de 2017 |
|           | 2                 | 10        | 11 de março de 2018    | 13 de maio de 2018      |
|           | Especial de Natal | 2         | 20 de dezembro de 2018 | 20 de dezembro de 2018  |

## Episódios

### 1ª Temporada (2016-17)
| Número do episódio | Título                              | Dirigido          | Escrito                          | Data Transmissão Original | Código de Produção | Audiência (em milhões) |
| --- | ----------------------------------- | ----------------- | -------------------------------- | ------------------------- | ------------------ | ---------------------- |
| 1 | "Piloto"                            | Neil Marshall     | Eric Kripke & Shawn Ryan         | 3 de outubro de 2016      | 101                | 7.60                   |
| Um antigo Agente da ASN Garcia Flyn rouba uma máquina do tempo e viaja até 1937 na data do desastre do Hindenburg. para impedir Flyn de mudar a História a ASN, cria uma equipa com três membros que são intrépida professora e amante da história Lucy Preston (Abigail Spencer), o Sargento-Chefe da Delta Force Wyatt Logan (Matt Lanter), e o Piloto Rufus Carlin (Malcolm Barrett), para impedir Flyn.                                                        |                                     |                   |                                  |                           |                    |                        |
| 2 | "O Assassinato de Abraham Lincoln"  | Neil Marshall     | Tom Smuts                        | 10 de outubro de 2016     | 102                | 6.20                   |
| No segundo episódio da série da Flyn viaja até 14 de abril de 1865 no dia do assassinato de Abraham Lincoln Lucy,Wyatt e Rufus seguem Flyn para o impedir de mudar a História. |                                     |                   |                                  |                           |                    |                        |
| 3 | "Cidade Atômica"                    | Charles Beeson    | Lana Cho                         | 17 de outubro de 2016     | 103                | 5.86                   |
| Lucy e os amigos seguem Flynn até Las Vegas em 1962, onde ele está chantageando a amante do presidente John F. Kennedy para ajudá-lo a roubar uma bomba atômica. |                                     |                   |                                  |                           |                    |                        |
| 4 | "Festa no Castelo de Varlar"        | Billy Gierhart    | Jim Barnes                       | 24 de outubro de 2016     | 104                | 5.47                   |
| Lucy, Wyatt e Rufus se chocam ao descobrir que a nave-mãe desembarcou na Alemanha nazista, mas o tempo é curto e eles são os únicos equipados para parar Flynn. |                                     |                   |                                  |                           |                    |                        |
| 5 | "Álamo"                             | John Terlesky     | Anne Cofell Saunders             | 31 de outubro de 2016     | 105                | 5.24                   |
| A equipe é levada de volta no tempo para impedir que Flynn altere a história da Batalha do Álamo. |                                     |                   |                                  |                           |                    |                        |
| 6 | "Watergate"                         | Greg Beeman       | Kent Rotherham                   | 14 de novembro de 2016    | 106                | 4.53                   |
| Rufus deve levar o barco salva-vidas para Washington D.C. para impedir Flynn de usar Watergate para expor sua influência sobre o presidente Nixon. |                                     |                   |                                  |                           |                    |                        |
| 7 | "Presos"                            | Holly Dale        | Arika Lisanne Mittman            | 21 de novembro de 2016    | 107                | 4.71                   |
| Uma explosão sabota o barco salva-vidas, encalhando Lucy, Wyatt e Rufus no meio da Guerra Franco-Indígena, em 1754. |                                     |                   |                                  |                           |                    |                        |
| 8 | "Corrida Espacial"                  | Charles Beeson    | Matt Whitney                     | 28 de novembro de 2016    | 108                | 4.78                   |
| Rufus lidera a tripulação do barco salva-vidas em uma missão para impedir Flynn de interferir no pouso da Apollo 11 na Lua. |                                     |                   |                                  |                           |                    |                        |
| 9 | "A Última Viagem de Bonnie & Clyde" | John Terlesky     | Anslem Richardson                | 5 de dezembro de 2016     | 109                | 5.08                   |
| A busca por pistas sobre Rittenhouse leva Lucy e Wyatt a unir forças com os assaltantes de bancos da Era da Depressão Bonnie e Clyde. |                                     |                   |                                  |                           |                    |                        |
| 10 | "A Captura de Benedict Arnold"      | John F. Showalter | Tom Smuts                        | 12 de dezembro de 2016    | 110                | 4.81                   |
| Flynn recruta a equipe do barco salva-vidas para convocar Benedict Arnold para ajudá-los a encontrar e matar Rittenhouse. |                                     |                   |                                  |                           |                    |                        |
| 11 | "A Feira Mundial de Chicago"        | Craig Zisk        | Lana Cho                         | 16 de janeiro de 2017     | 111                | 3.45                   |
| Wyatt e Rufus estão preocupados em salvar Lucy que foi raptada por Flyn e levada em 1893. Flyn tem intenção de Matar Thomas Edison, Henry Ford e o J. P. Morgan porque ele acha que eles são o Rittenhouse na Exposição Universal de Chicago, por isso ele rapta e obriga Harry Houdini para abrir o gabinete de Edison. Em um Hotel, Wyatt e Rufus são raptados pelo primeiro assassino em série H. H. Holmes, mas depois de escaparem Wyatt mata o H. H. Holmes. |                                     |                   |                                  |                           |                    |                        |
| 12 | "O Assassinato de Jesse James"      | John F. Showalter | Jim Barnes                       | 23 de janeiro de 2017     | 112                | 3.46                   |
| Lucy e os amigos recrutam Lone Ranger e Tonto para conter Flynn e seu novo parceiro, Jesse James, em 1882. |                                     |                   |                                  |                           |                    |                        |
| 13 | "Anos 1980"                         | Greg Beeman       | Anne Cofell Saunders             | 30 de janeiro de 2017     | 113                | 3.51                   |
| Wyatt rouba o barco salva-vidas para impedir o nascimento do assassino de sua esposa. Bruhl pede a Lucy para parar Rittenhouse. |                                     |                   |                                  |                           |                    |                        |
| 14 | "Geração Perdida"                   | Craig Zisk        | Kent Rotherham & David Hoffman   | 6 de fevereiro de 2017    | 114                | 2.92                   |
| Com Wyatt afastado por roubar o barco salva-vidas, Rufus e Lucy vão a Paris para impedir Flynn de perseguir Charles Lindbergh. |                                     |                   |                                  |                           |                    |                        |
| 15 | "Inimigo Público Número 1"          | Guy Ferland       | Matt Whitney & Anslem Richardson | 13 de fevereiro de 2017   | 115                | 2.99                   |
| Lucy, Rufus e Wyatt se reúnem para impedir Flynn de unir forças com o gangster Al Capone. Eles ainda encontram uma pista que revela algo crucial sobre Rittenhouse. |                                     |                   |                                  |                           |                    |                        |
| 16 | "Medo Vermelho"                     | Matt Earl Beesley | Arika Lisanne Mittman            | 20 de fevereiro de 2017   | 116                | 3.37                   |
| Enquanto ambos tentam atrapalhar a cúpula de Rittenhouse em 1954, Lucy e Flynn procuram o senador Joseph McCarthy em busca de ajuda. |                                     |                   |                                  |                           |                    |                        |

## Transmissão
Nos EUA, a série estreou no NBC, no Canadá no Global e em Portugal a série estreou no AXN, nas noites de segunda-feira. Os episódios podem ser assistidos online através do site oficial da NBC e da Global. Em 14 de dezembro de 2016, estreou no Reino Unido no E4 todas as quartas-feiras.

## Recepção

### Crítica
O primeiro episódio de Timeless recebeu geralmente críticas positivas dos críticos da televisão. O site agregador de resenhas Rotten Tomatoes deu ao primeiro episódio da série a pontuação de 84% baseado em 38 resenhas. O consenso do site que "Timeless é uma série de ação divertida." O site Metacritic, deu ao primeiro episódio da série uma pontuação de 65/100, baseada em 29 resenhas, indicando "geralmente críticas positivas".

### Audiência
| №  | Título                                 | Exibição original | Rating/share (18–49) | Audiência (em milhões) | DVR (18–49) | Audiência em DVR (milhões) | Total (18–49) | Audiência total (em milhões) |
| -- | -------------------------------------- | ----------------- | -------------------- | ---------------------- | ----------- | -------------------------- | ------------- | ---------------------------- |
| 1  | "Pilot"                                | October 3, 2016   | 1.8/7                | 7.60                   | 1.2         | 4.43                       | 3.0           | 12.03                        |
| 2  | "The Assassination of Abraham Lincoln" | October 10, 2016  | 1.4/5                | 6.20                   | 1.1         | 4.07                       | 2.5           | 10.27                        |
| 3  | "Atomic City"                          | October 17, 2016  | 1.5/5                | 5.86                   | 1.1         | 3.84                       | 2.6           | 9.70                         |
| 4  | "Party at Castle Varlar"               | October 24, 2016  | 1.3/5                | 5.47                   | 1.1         | 3.64                       | 2.4           | 9.11                         |
| 5  | "The Alamo"                            | October 31, 2016  | 1.1/4                | 5.24                   | 1.1         | 3.58                       | 2.2           | 8.81                         |
| 6  | "The Watergate Tape"                   | November 14, 2016 | 1.2/4                | 4.53                   | 1.0         | 4.53                       | 2.2           | 8.11                         |
| 7  | "Stranded"                             | November 21, 2016 | 1.2/4                | 4.71                   | 0.9         | 3.23                       | 2.1           | 7.94                         |
| 8  | "Space Race"                           | November 28, 2016 | 1.1/4                | 4.78                   | 0.9         | 3.40                       | 2.0           | 8.18                         |
| 9  | "Last Ride of Bonnie & Clyde"          | December 5, 2016  | 1.2/4                | 5.08                   | 0.8         | 2.89                       | 2.0           | 7.97                         |
| 10 | "The Capture of Benedict Arnold"       | December 12, 2016 | 1.0/4                | 4.81                   | 0.9         | 3.11                       | 1.9           | 7.92                         |
| 11 | "The World's Columbian Exposition"     | January 16, 2017  | 0.9/3                | 3.45                   | 1.0         | 3.24                       | 1.9           | 6.69                         |
| 12 | "The Murder of Jesse James"            | January 23, 2017  | 0.9/3                | 3.46                   | 0.9         | 3.22                       | 1.8           | 6.68                         |
| 13 | "Karma Chameleon"                      | January 30, 2017  | 0.9/3                | 3.51                   | 0.8         | 2.87                       | 1.7           | 6.38                         |
| 14 | "The Lost Generation"                  | February 6, 2017  | 0.6/2                | 2.92                   | 1.0         | 3.13                       | 1.6           | 6.06                         |
| 15 | "Public Enemy No. 1"                   | February 13, 2017 | 0.7/3                | 2.99                   | 0.8         | 2.94                       | 1.5           | 5.93                         |
| 16 | "The Red Scare"                        | February 20, 2017 | 0.9/3                | 3.37                   | 0.8         | 2.75                       | 1.7           | 6.12                         |

### Prêmios e nomeações
| Ano  | Prêmio                 | Categoria                            | Nomeado(s)      | Resultado | Ref.   |
| ---- | ---------------------- | ------------------------------------ | --------------- | --------- | ------ |
| 2017 | People's Choice Awards | Nova série favorita de drama         | Timeless        | Indicado  | [ 42 ] |
| 2017 | Prêmios Rockie         | Fantasia de Ficção-Científica a ação | Timeless        | Venceu    | [ 43 ] |
| 2017 | Prêmio Saturno         | Melhor série de ficção científica    | Timeless        | Indicado  | [ 44 ] |
| 2017 | Prêmios Teen Choice    | Choice Breakout TV Show              | Timeless        | Indicado  | [ 45 ] |
| 2017 | Prêmios Teen Choice    | Choice Hissy Fit                     | Malcolm Barrett | Indicado  | [ 45 ] |
| 2017 | Prêmios Teen Choice    | Choice Sci-Fi/Fantasy TV Actress     | Abigail Spencer | Indicado  | [ 45 ] |
| 2017 | Prêmios Teen Choice    | Choice Sci-Fi/Fantasy TV Show        | Timeless        | Indicado  | [ 45 ] |